# Origins Award
Origins Awards delas ut av Game Manufacturers Association (GAMA) under Origins International Game Expo för utomordentliga insatser i hobbyspelindustrin.
Från början delades Charles S. Roberts Award ut under Origins Expo i fem kategorier: Best Professional Game (Bästa professionella spel), Best Amateur Game (Bästa amatörspel), Best Professional Magazine (Bästa professionella tidning), Best Amateur Magazine (Bästa amatörtidning) and Adventure Gaming Hall of Fame (Äventyrsspel Hall of Fame). 1978 delades även 1977 års H. G. Wells awards ut för rollspel och figurspel. Från och med 1987 års utmärkelser har Charles S. Roberts delats ut enskilt och är inte längre med under Origins Expo.
Sedan den första ceremonin har spelkategorierna utökats och inkluderar numera brädspel (traditionella, historiska, och abstrakta), kortspel (traditionella, samlarkortspel), figurspel (historiska, science fiction, fantasy), rollspel och play-by-mail-spel (korrespondensspel). Det finns även kategorier för grafisk design, spelexpansioner och tillbehör, och spelrelaterad skönlitteratur. Under 1980- och 1990-talen delades utmärkelser även ut till datorspel. Under 2003 startades utmärkelsen Vanguard Award som delas ut till mycket innovativa spel.
Origins Award kallas ibland Calliope (sv: Kalliope) på grund av att statyetten för utmärkelsen liknar musan med samma namn. Införstådda förkortar även detta och ger den smeknamnet "Callie".

## Spel och publikationer invalda iHall of Fame
- Ace of Aces
- Advanced Dungeons & Dragons
- Axis & Allies
- Battletech Mechs & Vehicles
- Berg's Review of Games
- Call of Cthulhu
- Champions
- Cosmic Encounter
- The Courier
- Diplomacy
- Dragon Magazine
- Dungeons & Dragons
- Empire
- Fire & Movement Magazine
- GURPS
- Illuminati (play-by-mail-spel)
- Mage Knight
- Magic: The Gathering
- Middle-earth (play-by-mail-spel)
- Nuclear War
- Paranoia
- Risk
- Settlers of Catan
- Squad Leader
- Star Fleet Battles (2006)
- Strategy & Tactics
- Traveller
- Vampire: The Masquerade
- Warhammer

Dungeons & Dragons och Advanced Dungeons & Dragons anses vara så pass olika att de blivit invalda var för sig.

## Vinnare per år
- Vinnare 2005 Origins Award
- Vinnare 2003 Origins Award

För kompletta officiella listor över alla år se externa länkar nedan.